# Зубенко, Иван Егорович
Иван Егорович Зубенко (1926—1994, Ростовская область, Россия) — советский работник сельского хозяйства, старший чабан колхоза имени Ленина Ремонтненского района Ростовской области, Герой Социалистического Труда.

## Биография
Родился 5 августа 1924 года в хуторе Раздольный Ремонтненского района Ростовской области.
По окончании семи классов, в июле 1942 года, был зачислен в 571-й стрелковый полк, стрелком в звании рядовой. Принимал участие в Великой Отечественной войне, 28 января 1943 года получил первое ранение, 25 сентября 1943 года второе (тяжелое) ранение в правую стопу. После излечения был направлен в 5-й отдельный трофейный батальон, где находился до ноября 1945 года, когда был уволен в запас.
В ноябре 1945 года Зубенко пришел работать в колхоз имени Ленина Ремонтненского района. В течение четырёх лет был скотником, водил гурты крупного рогатого скота на выпас. Затем работал чабаном, а с 1954 года — старшим чабаном. К 1965 году производственные показатели Ивана Зубенко достигли высокой отметки: по 9 килограмм шерсти в среднем от каждой овцы и по 118 ягнят на 100 овцематок к отбивке (отделение от маток).
В 1974 году его бригада сохранила к отбивке по 147 ягнят на 100 маток, а средний вес руна, снятого с овцы, составил 8,5 килограмм в зачете. По результатам 1974 года чабанской бригаде Зубенко был присужден приз имени старейшего чабана области также Героя Социалистического Труда Т. Ф. Самоследова.
Наряду с производственной, заслуженный чабан занимался общественной деятельностью — был депутат Верховного Совета РСФСР 7-го созыва (1967—1971), избирался депутатом районного Совета депутатов трудящихся и членом райкома КПСС, а также являлся делегатом XXIII съезда КПСС (1966) и III Всесоюзного съезда колхозников (1969).
После выхода на пенсию жил в селе Киевка Ремонтненского района Ростовской области.
Умер 17 июня 1994 года.
Было два сына — Иван и Владимир.

## Награды
- Указом Президиума Верховного Совета СССР от 22 марта 1966 года за достигнутые успехи в развитии животноводства, увеличении производства и заготовок шерсти и другой продукции Зубенко Ивану Егоровичу присвоено звание Героя Социалистического Труда с вручением ордена Ленина и золотой медали «Серп и Молот».
- Был награждён орденами Трудового Красного Знамени (1975) и Отечественной войны 2-й степени (1985), а также медалями, в числе которых серебряная и несколько бронзовых медалей ВДНХ СССР.